# Juan Acuña
Juan Acuña Naya (A Coruña, 1923. február 14. – A Coruña, 2001. augusztus 30.) spanyol labdarúgó, kapus.

## Pályafutása
Pályafutása teljes egészét egy csapatban, a Deportivóban töltötte, 1938-tól 1955-ig. Mielőtt ideigazolt volna, ifjúsági játékosként megfordult a Sporting Coruñés és az Eureka csapataiban is.
A Depornál töltött tizenhét év alatt folyamatos súlyproblémákkal és sérülésekkel küzdött, azonban így is a klub történetének legjobb kapusának tartják, a Riazor előtt megtalálható a szobra is. A szurkolók és a klub annyira becsülte, hogy 1961-ben gálameccset szervezett a tiszteletére, amelyen az ellenfél a CD Ourense volt.
A spanyol bajnokságban négyszer is ő nyerte el a legjobb kapusnak járó Zamora-díjat, nála többször ez csak Antoni Ramalletsnek sikerült, egészen pontosan öt alkalommal.
Egy összecsapáson, még 1941-ben, játszhatott a spanyol válogatottban is. Bár részt vett az 1950-es vb-n is, ott azonban nem kapott lehetőséget.